# Ein deutsches Leben
Ein deutsches Leben ist ein österreichischer Dokumentarfilm aus dem Jahr 2016 über Brunhilde Pomsel, die Sekretärin von Joseph Goebbels. Regie führten Christian Krönes, Olaf S. Müller, Roland Schrotthofer und Florian Weigensamer.

## Handlung
Brunhilde Pomsel wurde am 11. Januar 1911 in Berlin geboren und erlebte ihre Jugend im Berlin der 1920er Jahre. Nach einer Lehre im noblen Konfektionshaus Gläsinger & Co. arbeitete sie zunächst als Sekretärin bei dem jüdischen Rechtsanwalt Dr. Hugo Goldberg. Zur selben Zeit war sie auch für den deutschnationalen Frontkämpfer und frühen Nationalsozialisten Wulf Bley tätig, der ihr seine Kriegserinnerungen diktierte. Ab 1933 arbeitete sie als Sekretärin in der Abteilung Zeitfunk der Reichs-Rundfunk-Gesellschaft. Für diese Anstellung musste sie in die NSDAP eintreten.
1942 kam sie ins Büro von Reichspropagandaminister Joseph Goebbels. Sie war keine flammende Anhängerin der Nazis; sie war, wie sie sagte, völlig unpolitisch. „Nur eine ansteckende Krankheit hätte mich davor bewahren können“, erklärt Pomsel zu diesem Stellenwechsel. „Und doch fühlte ich mich geschmeichelt, weil es eine Auszeichnung war, die schnellste Stenotypistin des Rundfunks.“ Pomsel blieb bis zum Kriegsende bei Goebbels. Die letzten Kriegstage arbeitete sie zunächst in einem provisorischen Büro in Goebbels’ Stadtvilla, unweit des Brandenburger Tors. Als die Kämpfe heftiger wurden und immer näher kamen, flüchtete sie mit ihren Kolleginnen in den Luftschutzkeller unter dem Propagandaministerium. Dort verbrachte sie die letzten Stunden mit ihrem Chef und seiner Familie – bis zum Mord an den gemeinsamen sechs Kindern und dem Suizid von Joseph und Magda Goebbels. Noch im Bunker wurde Pomsel von sowjetischen Truppen aufgegriffen. Nach fünfjähriger Gefangenschaft in Russland setzte sie ihre Karriere als Chefsekretärin bei der ARD fort. Sie war nie verheiratet und blieb kinderlos.
Am 27. Januar 2017 verstarb Brunhilde Pomsel im Alter von 106 Jahren in einem Altersheim in München.

## Produktion
Die Blackbox Film und Medienproduktion GmbH ist eine international tätige Filmproduktionsfirma und repräsentiert eine Gemeinschaft von Medien-Unternehmen und Filmschaffenden unterschiedlicher Disziplinen.

## Entwicklung des Projekts
Die Regisseure über die Entwicklung des Films

„Frau Pomsel sind wir zum ersten Mal bei der Recherche zu einem anderen Projekt begegnet. Joseph Goebbels war ja für seine vielen Affären bekannt, angeblich hat er u. a. einem seiner Offiziere die Verlobte ausgespannt.
Dieser soll Goebbels geohrfeigt haben, woraufhin er in ein Strafkommando versetzt und kurz darauf getötet wurde. Im Zuge dieser Recherche stießen wir auf Brunhilde Pomsel, Goebbels' Sekretärin, und es war sofort klar, dass sie das Potenzial für eine eigene Geschichte hat.
Ihr Alter stellte uns natürlich vor die Frage, ob es überhaupt noch möglich sein würde, mit ihr einen Film zu drehen. In Vorgesprächen stellte sich aber schnell heraus, dass sie sehr klar und wach war und dazu noch eine gute Erzählerin. Es hat uns auch beeindruckt, an wie viele Details sie sich noch erinnern konnte. Verblüfft hat uns aber auch ihr Humor. Beim Einrichten des Drehs hat sie ausgelassen gescherzt. Umso konzentrierter und ernsthafter war sie dann im Gespräch. Sie hat nie etwas erzählt, das sie aus zweiter Hand erfahren hat, wie Ereignisse, die man aus der Geschichtsschreibung kennt. Sie hat immer nur über Dinge gesprochen, die sie selbst erlebt hat, bei denen sie selbst dabei war.“

## Kritiken
Der Filmdienst urteilt, der Dokumentarfilm kontrastiere die Ausführungen Pomsels „mit zeitgenössischem Quellenmaterial, darunter erschütternde Aufnahmen aus dem Warschauer Ghetto“. So werde der Zuschauer „angehalten, ihre Aussagen immer wieder neu einzuordnen und die inszenatorisch offengehaltenen Lücken mit eigenen Gedanken zu füllen“.